# Koekelberg
Koekelberg er en by i Belgien, ikke ret langt fra Bruxelles og har i dag lidt over 19.000 indbyggere. Koekelberg har været Glostrups venskabsby siden 29. marts 1994. 